# Mary Violet Heberden
Pour les articles homonymes, voir Heberden.
Mary Violet Heberden, née en 1906 à Londres et morte en 1965, est comédienne et auteure britannique de roman policier. Elle a signé ses œuvres M.-V. Heberden, cachant sa réelle identité sous ses initiales et laissant croire pendant des années à ses lecteurs qu’elle était un auteur masculin. Elle a aussi utilisé le pseudonyme Charles L. Leonard pour une série de romans d'espionnage.

## Biographie
Fille unique d’une famille bourgeoise, elle exerce divers petits métiers avant d’embrasser la carrière de comédienne. Elle complète d'abord la distribution de quelques productions londoniennes, puis traverse l'Atlantique pour tenter sa chance à New York.  En 1925, Mary Heberden décroche le rôle mineur d'une jeune bonne dans une pièce policière sur Broadway. Elle enchaîne les années suivantes les rôles de second plan, jouant souvent une lady dans des comédies sophistiquées.  Sur Broadway, son titre de gloire demeure pourtant, avec plus de cinq cents représentations jouées entre décembre 1935 et juin 1937, un rôle de dame de la cour dans le drame historique Victoria Regina (play) (en) de Laurence Housman, une pièce où Helen Hayes incarne la reine Victoria et dont l’action se déroule en Angleterre de 1837 à 1897.
En 1939, Mary Violet Heberden, qui avait déjà publié dès 1929 une nouvelle policière dans un pulp, se lance résolument dans le roman policier et signe M.-V. Heberden un premier roman noir, Death on the Door Mat, où apparaît le détective privé new-yorkais Desmond Shannon. Grand rouquin d’origine irlandaise, ce costaud qui n’a peur de rien ni personne et qui aime bien donné la preuve de sa force dans une bonne bagarre, s'avère également un limier aussi futé que musclé. Il revient dans une quinzaine d'enquêtes, menées tambour battant, qui remportent un vif succès jusqu’au milieu des années 1950.
Cachant toujours son sexe derrière ses initiales, M.-V. Heberden donne à la même époque une série de trois titres consacrés aux exploits de Rick Vanner, un ancien espion de la Marine devenu un détective spécialisé dans les affaires étrangères. Ainsi, dans Engaged to Murder (1949), un récit qui mêle détection et espionnage, Vanner se rend soi-disant pour affaires à Buenos Aires, sous la couverture d’un simple importateur de bois de construction, et parvient à infiltrer un réseau ennemi.
Sous le pseudonyme de Charles L. Leonard, Heberden publie également, entre 1942 et 1951, de purs romans d’espionnage ayant pour héros Paul Kilgerrin. Sérieusement blessé pendant la Seconde Guerre mondiale, mais ayant depuis redonné toute sa vigueur à son corps d'athlète, ce basané au profil de faucon et aux cheveux noirs de corbeau devient détective privé pour les services d’espionnage de l’armée américaine. Officiant dans le monde entier, il est souvent secondé dans ses missions par la plantureuse Gerry Cordent, une pilote qui n’a pas froid aux yeux et qui est même considérée comme l’un des premiers personnages de femme libérée de la littérature d’espionnage.
Bien que Mary Violet Heberden ait publié aux États-Unis des romans dont les héros sont tous américains, elle conserva sa vie durant la nationalité britannique.

## Œuvre

### Romans

#### SérieDesmond Shannon
- Death on the Door Mat (1939)
- Subscription to Murder (1940)
- Fugitive from Murder (1940)
- Aces, Eights and Murder (1941)
- The Lobster Pick Murder (1941)
- Murder Follow Desmond Shannon (1942)
- Murder Makes a Racket (1942)
- Murder Goes Astray (1943) Publié en français sous le titre Toute la ville tue, Genève, Ditis, coll. Détective-club-Suisse no 7, 1945
- Murder of a Stuffed Shirt (1944) Publié en français sous le titre Meurtre en habit, Paris, Les Quatre Vents, coll. Échec et Mat, 1947
- Vicious Pattern (1945) Publié en français sous le titre Une idée diabolique, Paris, Hachette, coll. L’Énigme, 1948
- Drinks on the Victim (1947)
- They Can’t All Be Guilty (1947)
- The Case of the Eight Brothers (1948) Publié en français sous le titre Les Huit Frères, Paris, Librairie des Champs-Élysées, Le Masque no 407, 1951
- That’s the Spirit (1950)
- Tragic Target ou Ghost Don’t Kill (1952)
- Murder Unlimited (1953)
- You’ll Fry Tomorrow ou Exit This Way (1954) Publié en français sous le titre Par ici la sortie !, Paris, Librairie des Champs-Élysées, Le Masque no 471, 1954

#### SérieRick Vanner
- Murder Cancels All Debts (1946)
- Engaged to Murder (1949)
- The Sleeping Witness (1951)

#### Autre roman policier
- To What Dread End (1944)

#### SériePaul Kilgerrinsignée Charles L. Leonard
- The Stolen Squadron (1942)
- Deadline for Destruction (1942)
- The Fanatic of Fez ou Assignment to Death (1943)
- Secret of the Spa (1944) Publié en français sous le titre Le Mystère de la clinique, Paris, Hachette, coll. L’Énigme, 1949
- Expert in Murder (1945)
- Pursuit in Peru (1946)
- Search for a Scientist (1947)
- The Fourth Funeral (1948)
- Sinister Shelter (1949)
- Secrets for Sale (1950) Publié en français sous le titre Secrets à vendre, Paris, Éditions des Loisirs, coll. Le Yard no 63, 1954
- Treachery in Trieste (1951)

### Nouvelles
- Dead or Alive (1929)
- Traitor Unknow (1944)
- A Good Place for a Murder (1945)
- Bargain in Bombers (1948)

## Sources
- Jacques Baudou et Jean-Jacques Schleret, Le Vrai Visage du Masque, vol. 1, Paris, Futuropolis, 1984, 476 p. (OCLC 311506692), p. 238-239.
- Jacques Baudou et Jean-Jacques Schleret, Les Métamorphoses de la chouette : Détective-club, Paris, Futuropolis, 1986, 191 p. (ISBN 978-2-737-65488-6), p. 43-44.